# Edwin Barnes
Edwin Ronald Barnes SSC (Oxford, 6 de fevereiro de 1935 - 6 de fevereiro de 2019.) foi um ex-bispo anglicano, recebido em plena comunhão com a Sé de Pedro no dia 21 de janeiro de 2011 com sua esposa, Jane. Ambos são membros do primeiro Ordinariato pessoal para anglicanos para a Inglaterra e País de Gales, Ordinariato Pessoal Nossa Senhora de Walsingham. Serviu como bispo de Richborough de 1995 até 2002, quando foi sucedido por Keith Newton.

## Ministério Anglicano
Estudou em Oxford e foi ordenado padre anglicano em 1961 quando começou seu ministério de cura da Igreja de São Marcos em Portsmouth. Depois foi Reitor de Farncombe (1967-78). Vigário de Hessle (1978-87) e Deão de Área de West Hull (1985-87). Em 1987 tornou-se Diretor da St Stephen's House, Oxford, uma Escola Teológica Anglocatólica. Honorável Cônego da Christ Church, Oxford (1994-95); Catedral de St Albans (1997-2001). Em 1995 foi eleito primeiro Bispo Sufragâneo de Richborough e Visitador Episcopal para a Província de Canterbury, responsável pela cura de almas dos fiéis anglo-católicos da Província da Cantuária, que não aceitavam o ministério ordenado de mulheres. Ele foi um dos mais vigorosos defensores da visão tradicional contra a ordenação de mulheres. Isso o colocou em conflito em várias ocasiões com o Arcebispo George Carey e com seus colegas bispos anglicanos. Tornou-se emérito em 2001.

## Plena Comunhão com a Igreja Católica
Em outubro de 2010, Barnes foi entrevistado pela revista britânica The Tablet sobre a sua possível entrada no Ordinariato Inglês quando erigido:
| “ | Pretendo tornar-me católico, "pois a Igreja Anglicana não é mais "Una", "Santa", "Católica" e "Apostólica" como pretende ser. | ” |

Aos 6 de janeiro de 2011, festa da Epifania do Senhor, Barnes anunciou definitivamente sua intenção de ser recebido na Igreja Católica aos 21 dias do mesmo mês. Neste dia, ele e sua esposa Jane são crismados na Igreja de Nossa Senhora e São José, em Lymington, Inglaterra, pelo Mons. Peter Ryan, também ele um ex-anglicano. Visto que as ordenações anglicanas são consideradas inválidas — isto é, não são verdadeiramente sacramento, donde se tem que quem as recebe não muda ontologicamente, não se torna sacerdote - para Igreja Católica, todo convertido tem de ser ordenado in absolute (absolutamente) - ou seja, sem dúvida com relação a uma possível ordenação anterior: esta não teve efeito. Portanto, aos 11 de fevereiro é ordenado diácono e, aos 5 de março, padre.
Enquanto presidente da União da Igreja Anglo-Católica, Barnes, pretendia fazer com que a união funcionasse ecumenicamente, admitindo anglicanos que se tornaram membros do Ordinariato. Ele também queria que a associação pudesse fornecer apoio financeiro para o funcionamento do Ordinariato. Depois de perceber que seus planos não estavam indo bem, ele renunciou à sua candidatura para um novo mandato como presidente em agosto de 2011.
Em 21 de junho de 2012, o Papa Bento XVI elevou Barnes à dignidade de Capelão de Sua Santidade.

### Links Internos
- Anglocatolicismo
- Visitador Episcopal de Richborough
- Ordinariato pessoal para anglicanos
  - Keith Newton
  - John Broadhurst
  - Andrew Burnham